# Consejo (administración)

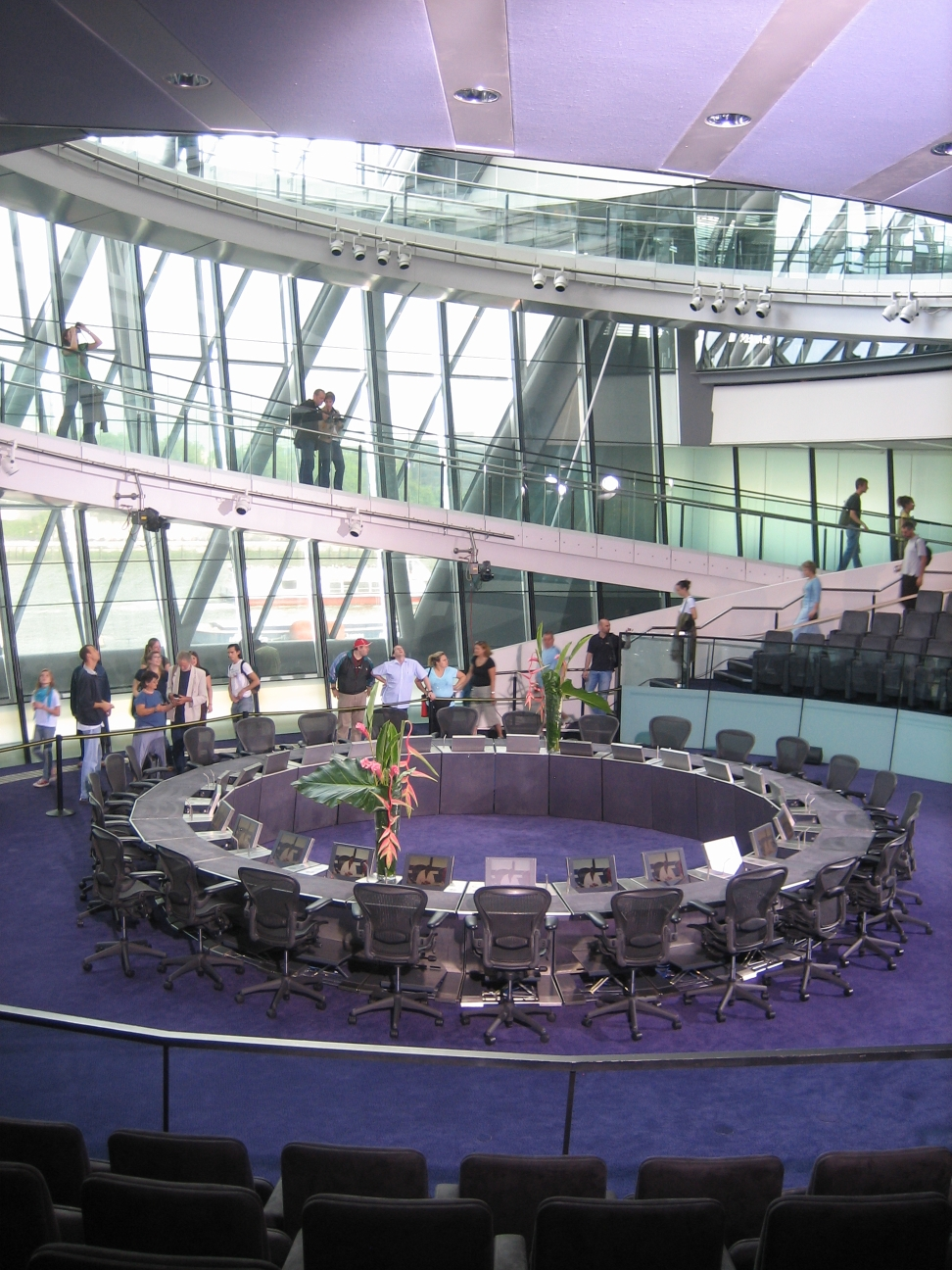
La Cámara de la Asamblea Mayor de Londres.

Un consejo es un grupo de personas que se reúnen para consultar, deliberar, o tomar decisiones. Un consejo puede funcionar como una legislatura, sobre todo en el ámbito de una ciudad, de una villa o de una provincia, pero la mayoría de los órganos legislativos estatales o nacionales no son considerados como consejos. En estos ámbitos, puede que no haya una rama ejecutiva separada, y el consejo puede representar efectivamente a todo el gobierno. Un consejo de administración también puede ser denominado como un consejo. Un comité también podría ser denominado como un consejo, aunque un comité es generalmente un cuerpo subordinado compuesto por miembros de un grupo mayor,  pero un consejo tal vez no. Debido a que muchas escuelas tienen un consejo estudiantil, el consejo es la forma de gobierno con el que muchas personas son propensas a tener su primera experiencia como electores o participantes.
Un miembro de un consejo puede ser denominado como «concejal».
- Datos: Q4358176
- Multimedia: Councils / Q4358176